# Thelypteris brunnea
Thelypteris brunnea là một loài thực vật có mạch trong họ Thelypteridaceae. Loài này được (Wall.) Ching miêu tả khoa học đầu tiên năm 1936.